# LZK
LZK (латыш. Latvijas ziņu kanāls) — латвийский телевизионный информационный канал, вещавший с 2006 по 2010 год. Изначально, канал был доступен лишь жителям столицы Латвии, Риги. В 2007 году трансляция LZK началась на всей территории страны. В эфире освещались главные мировые события, информация о жизни в Латвии, новости экономики, спорта, культуры. Канал сотрудничал с латвийским национальным информационным агентством LETA, с информационного службой LNT, а также с региональными телекомпаниями Латвии. Вещание LZK осуществлялось в цифровом формате круглосуточно, 7 дней в неделю.
О прекращении работы канала было объявлено 9 декабря 2010 года.